# Колорадо Иглз
«Колора́до Иглз» (англ. Colorado Eagles) — профессиональный хоккейный клуб, выступающий в Американской хоккейной лиге. Базируется в городе Ловленд, штат Колорадо, США. «Иглз» были основаны как франшиза в 2003 году в CHL и оставались в лиге до июня 2011 года, после чего перешли в ECHL. За время своего пребывания в CHL выиграли два президентских кубка Рэя Мирона, три раза занимали первое место в регулярном чемпионате, пять раз выигрывали конференцию и шесть раз дивизион. Команде было предоставлено членство в качестве команды расширения в Американской хоккейной лиге, начиная с сезона 2018/19 в качестве фарм-клуба команды НХЛ «Колорадо Эвеланш».

## История

### Центральная хоккейная лига (2003-2011)
Франшиза была основана в 2003 году бывшим игроком «Монреаль Канадиенс» Ральфом Бекстромом. «Иглз» вышли в плей-офф в своём первом сезоне и выиграли чемпионат CHL во втором сезоне 2004/05. Спустя год выиграли дивизион, но проиграли во втором раунде плей-офф «Божер-Шривпорт Мадбагс» после победы над «Оклахомой-Сити Блейзерс» в первом раунде. «Колорадо» снова выиграло чемпионат CHL в сезоне 2006/07, обыграв в финале как и два года назад «Ларедо Бакс» со счетом 4:2 в серии. За восемь лет пребывания команды в CHL «Иглз» занимали как минимум второе место в своем дивизионе в каждом из сезонов.
После сезона 2007/08 тренер Крис Стюарт ушел в отставку, и на его место был назначен Кевин Маклелланд. После сезона 2009/10 контракт Маклелланда не был продлен, и Стюарт, который работал президентом и генеральным менеджером команды с момента ухода, возобновил обязанности главного тренера.
В сезоне 2008/09 «Колорадо Иглз» принимали Матч всех звезд CHL 2009. Матч состоялся 14 января 2009 года в Бадвайзер Эвентс Центре, где «Иглз» обыграли Всех звезд CHL со счетом 8:4.

### Переход в ECHL (2011-2018)
Во время плей-офф Президентского кубка Рэя Мирона 2011 года «Иглз» по слухам, переходили в ECHL после завершения плей-офф. Бывший комиссар Международной хоккейной лиги Деннис Хекстолл заявил, что слышал, что «Колорадо Иглз» уже могут быть включены в предварительный список команд-участниц на сезона 2011/12 ECHL.
29 мая 2011 года телеканал KEVN-TV в Рапид-Сити, штат Южная Дакота, сообщил, что «Колорадо» должено было перейти в ECHL начиная с сезона 2011/12. На следующий день команда объявила, что 31 мая у них будет пресс-конференция в Бадвайзер Эвентс Центре, на которую были приглашены местные СМИ, а болельщиков призвали послушать пресс-конференцию онлайн или на местной радиостанции. На пресс-конференции главный тренер, генеральный менеджер и президент Крис Стюарт объявил, что клуб был принят в качестве команды расширения в ECHL, начиная с сезона 2011/12.
В августе 2011 года «Иглз» были добавлены в Горный дивизион Западной конференции в рамках реорганизации лиги на сезон 2011/12.
Являлись фарм-клубом «Виннипег Джетс» из НХЛ и «Сент-Джонс Айскэпс» из АХЛ до конца сезона 2012/13, а затем в сезоне 2014/15 сотрудничали с «Калгари Флэймз» и «Адирондак Флэймз».
В июле 2016 года главный тренер Крис Стюарт во второй раз ушел с поста тренера, но остался в качестве генерального менеджера. Его заменил помощник тренера и бывший игрок «Иглз» Аарон Шнеклот. 20 июля «Иглз» объявили о четырехлетнем контракте с клубами НХЛ «Колорадо Эвеланш» и АХЛ «Сан-Антонио Рэмпейдж» после одного сезона выступлений независимо от аффилированности. В сезоне 2016/17 «Иглз» заняли второе место в горном дивизионе, а затем выиграли Кубок Келли. В своем последнем в ECHL сезоне 2017/18 выиграли Кубок Келли второй раз подряд. Традиционно Кубок Келли возвращается в следующем сезоне перед плей-офф, но «Иглз» не вернули трофей в лигу после ухода в АХЛ, и его пришлось заменить. В конце концов они отправили его новому обладателю «Ньюфаундленд Гроулерс» перед началом сезона сезона 2019/20.

### АХЛ
С сезона 2017/18 в Национальную хоккейную лигу был принят «Вегас Голден Найтс» в качестве 31-й команды. Утверждение новой команды НХЛ также привело к обсуждению добавления 31-й команды в Американскую хоккейную лигу. Поскольку «Вегас» решил сотрудничать с «Чикаго Вулвз» вместо того, чтобы создавать свою собственную команду, были начаты переговоры с другими организациями. Владельцы и менеджеры «Иглз» начали переговоры с «Эвеланш» о сотрудничестве и присоединении к АХЛ с сезона 18/19. 10 октября 2017 года «Эвеланш» и «Иглз» официально объявили, что клуб перейдёт в АХЛ в 2018 году.
«Эвеланш» наняли Грега Кронина в качестве первого главного тренера «Иглз» и сохранили бывшего главного тренера Аарон Шнеклота в качестве ассистента.

## Статистика
Сокращения: И = сыгранные матчи в регулярном чемпионате, В = победы, П = поражения, ПО = поражения в овертаймах, ПБ = поражения по буллитам, О = очки, ЗШ = забитые шайбы, ПШ = пропущенные шайбы, Рег. чемп. = место, занятое в указанном дивизионе по итогам регулярного чемпионата, Плей-офф = результат в плей-офф
| Сезон   | И  | В  | П  | ПО | ПБ | О  | ЗШ  | ПШ  | Рег. чемп.        | Плей-офф |
| 2018-19 | 68 | 36 | 27 | 4  | 1  | 77 | 191 | 205 | 4, Тихоокеанский  | проиграли во втором раунде, 1:3 («Бейкерсфилд Кондорс») |
| 2019-20 | 56 | 34 | 18 | 3  | 1  | 72 | 188 | 162 | 2, Тихоокеанский  | сезон прерван из-за пандемии COVID-19 |
| 2020-21 | 34 | 15 | 15 | 3  | 1  | 34 | 101 | 104 | 5, Тихоокеанский* | выиграли в первом раунде, 5:4 ОТ («Онтарио Рейн») проиграли во втором раунде, 1:5 («Сан-Хосе Барракуда»)                                                          |
| 2021-22 | 68 | 39 | 22 | 4  | 3  | 85 | 244 | 207 | 3, Тихоокеанский  | выиграли в квалификационном раунде, 2:0 («Хендерсон Силвер Найтс») выиграли в первом раунде, 3:0 («Онтарио Рейн») проиграли во втором раунде, 1:3 («Стоктон Хит») |

- Плей-офф Кубка Колдера 2021 года не проводился. Тихоокеанский дивизион провел постсезонный турнир за титул дивизиона.

## Состав
| №                         | Игрок                | Страна                    | Хват    | Дата рождения             | Рост    | Вес     | Контракт                        |
| Вратари                   | Вратари              | Вратари                   | Вратари | Вратари                   | Вратари | Вратари | Вратари                         |
| ------------------------- | -------------------- | ------------------------- | ------- | ------------------------- | ------- | ------- | ------------------------------- |
| 31                        | Юнас Юханссон        | Швеция                    | Левый   | 19 сентября 1995 (29 лет) | 195 см  | 100 кг  | Колорадо Эвеланш /НХЛ           |
| 35                        | Кит Кинкейд          | Соединённые Штаты Америки | Левый   | 4 июля 1989 (36 лет)      | 191 см  | 88 кг   | Колорадо Эвеланш /НХЛ           |
| Защитники                 |                      |                           |         |                           |         |         |                                 |
| 5                         | Уайтт Аамодт         | Соединённые Штаты Америки | Левый   | 22 ноября 1997 (27 лет)   | 183 см  | 91 кг   | Колорадо Эвеланш /НХЛ           |
| 7                         | Брэд Хант — К        | Канада                    | Левый   | 24 августа 1988 (36 лет)  | 175 см  | 80 кг   | Колорадо Эвеланш /НХЛ           |
| 14                        | Митчелл Ванде-Сомпел | Канада                    | Левый   | 11 февраля 1997 (28 лет)  | 1808 см | 86 кг   | Колорадо Иглз /АХЛ              |
| 22                        | Райан Меркли         | Канада                    | Правый  | 14 августа 2000 (24 года) | 183 см  | 84 кг   | Колорадо Эвеланш /НХЛ           |
| 41                        | Джош Джейкобс        | Соединённые Штаты Америки | Левый   | 22 ноября 1997 (27 лет)   | 183 см  | 91 кг   | Колорадо Эвеланш /НХЛ           |
| 64                        | Люк Мартин           | Соединённые Штаты Америки | Правый  | 20 сентября 1998 (26 лет) | 188 см  | 99 кг   | Колорадо Иглз /АХЛ              |
| 67                        | Китон Миддлтон — А   | Канада                    | Левый   | 10 февраля 1998 (27 лет)  | 197 см  | 109 кг  | Колорадо Эвеланш /НХЛ           |
| 82                        | Дэвид Фарранс        | Соединённые Штаты Америки | Правый  | 15 февраля 1996 (29 лет)  | 188 см  | 100 кг  | Колорадо Иглз /АХЛ              |
| 84                        | Нэйт Клурмен         | Соединённые Штаты Америки | Правый  | 8 мая 1998 (27 лет)       | 188 см  | 93 кг   | Колорадо Эвеланш /НХЛ           |
| Левые крайние нападающие  |                      |                           |         |                           |         |         |                                 |
| 36                        | Антон Блид           | Швеция                    | Левый   | 14 марта 1995 (30 лет)    | 185 см  | 86 кг   | Колорадо Эвеланш /НХЛ           |
| 54                        | Чарльз Хадон         | Канада                    | Левый   | 23 июня 1994 (31 год)     | 179 см  | 86 кг   | Колорадо Эвеланш /НХЛ           |
| 57                        | Михаил Мальцев       | Россия                    | Левый   | 12 марта 1998 (27 лет)    | 191 см  | 90 кг   | Колорадо Эвеланш /НХЛ           |
| 73                        | Дэлтон Смит          | Канада                    | Левый   | 30 июня 1992 (33 года)    | 188 см  | 93 кг   | Колорадо Иглз /АХЛ              |
| 75                        | Сампо Ранта          | Финляндия                 | Левый   | 31 мая 2000 (25 лет)      | 189 см  | 88 кг   | Колорадо Эвеланш /НХЛ           |
| Центрфорварды             |                      |                           |         |                           |         |         |                                 |
| 10                        | Алекс Гальченюк      | Соединённые Штаты Америки | Левый   | 12 февраля 1994 (31 год)  | 185 см  | 88 кг   | Колорадо Эвеланш /НХЛ           |
| 20                        | Джастин Скотт        | Канада                    | Левый   | 13 августа 1995 (29 лет)  | 185 см  | 88 кг   | Колорадо Иглз /АХЛ              |
| 26                        | Брэндон Катлер       | Канада                    | Левый   | 4 января 2000 (25 лет)    | 188 см  | 91 кг   | → Юта Гриззлис /ECHL            |
| 59                        | Бен Майерс           | Соединённые Штаты Америки | Левый   | 15 ноября 1998 (26 лет)   | 180 см  | 88 кг   | Колорадо Эвеланш /НХЛ           |
| 65                        | Седрик Паре          | Канада                    | Левый   | 24 января 1999 (26 лет)   | 193 см  | 96 кг   | Колорадо Иглз /АХЛ              |
| 68                        | Каллахан Бурк        | Соединённые Штаты Америки | Правый  | 19 марта 1997 (28 лет)    | 178 см  | 83 кг   | Колорадо Эвеланш /НХЛ           |
| 93                        | Жан-Люк Фуди         | Канада                    | Правый  | 13 мая 2002 (23 года)     | 180 см  | 80 кг   | Колорадо Эвеланш /НХЛ           |
| Правые крайние нападающие |                      |                           |         |                           |         |         |                                 |
| 13                        | Райан Вагнер — А     | Соединённые Штаты Америки | Левый   | 15 апреля 1996 (29 лет)   | 173 см  | 84 кг   | Колорадо Иглз /АХЛ              |
| 25                        | Оскар Олауссон       | Швеция                    | Левый   | 10 ноября 2002 (22 года)  | 187 см  | 82 кг   | Колорадо Эвеланш /НХЛ           |
| 38                        | Спенсер Смоллмэн     | Канада                    | Правый  | 9 сентября 1996 (28 лет)  | 185 см  | 90 кг   | Колорадо Эвеланш /НХЛ           |
| 71                        | Кевин О’Нил          | Соединённые Штаты Америки | Правый  | 23 февраля 1998 (27 лет)  | 180 см  | 82 кг   | → Саут Каролина Стингрейс /ECHL |
| 74                        | Алекс Бокаж          | Канада                    | Правый  | 25 июля 2001 (23 года)    | 185 см  | 87 кг   | Колорадо Эвеланш /НХЛ           |

## Капитаны
| - Марк Альт (2018 — 2020) - Грег Патерин (2020 — 2021) | - Джейсон Мегна и Джейкоб Макдональд (2021 — 2022) - Брэд Хант (2023 — ) |

## Неиспользуемые номера
| №  | Игрок          | Позиция | Годы      | Выведен из обращения |
| -- | -------------- | ------- | --------- | -------------------- |
| 12 | Райли Нельсон  | Ц       | 2003–2014 | 12 декабря 2014      |
| 17 | Райан Тоблер   | ЛН      | 2003–2010 | 27 марта 2015        |
| 23 | Аарон Шнеклот  | З       | 2006–2013 | 22 марта 2019        |
| 27 | Брэд Уильямсон | З       | 2003–2008 | 22 марта 2019        |
| 89 | Грег Панкевич  | ПН      | 2003–2009 | 16 октября 2009      |

## Достижения клуба

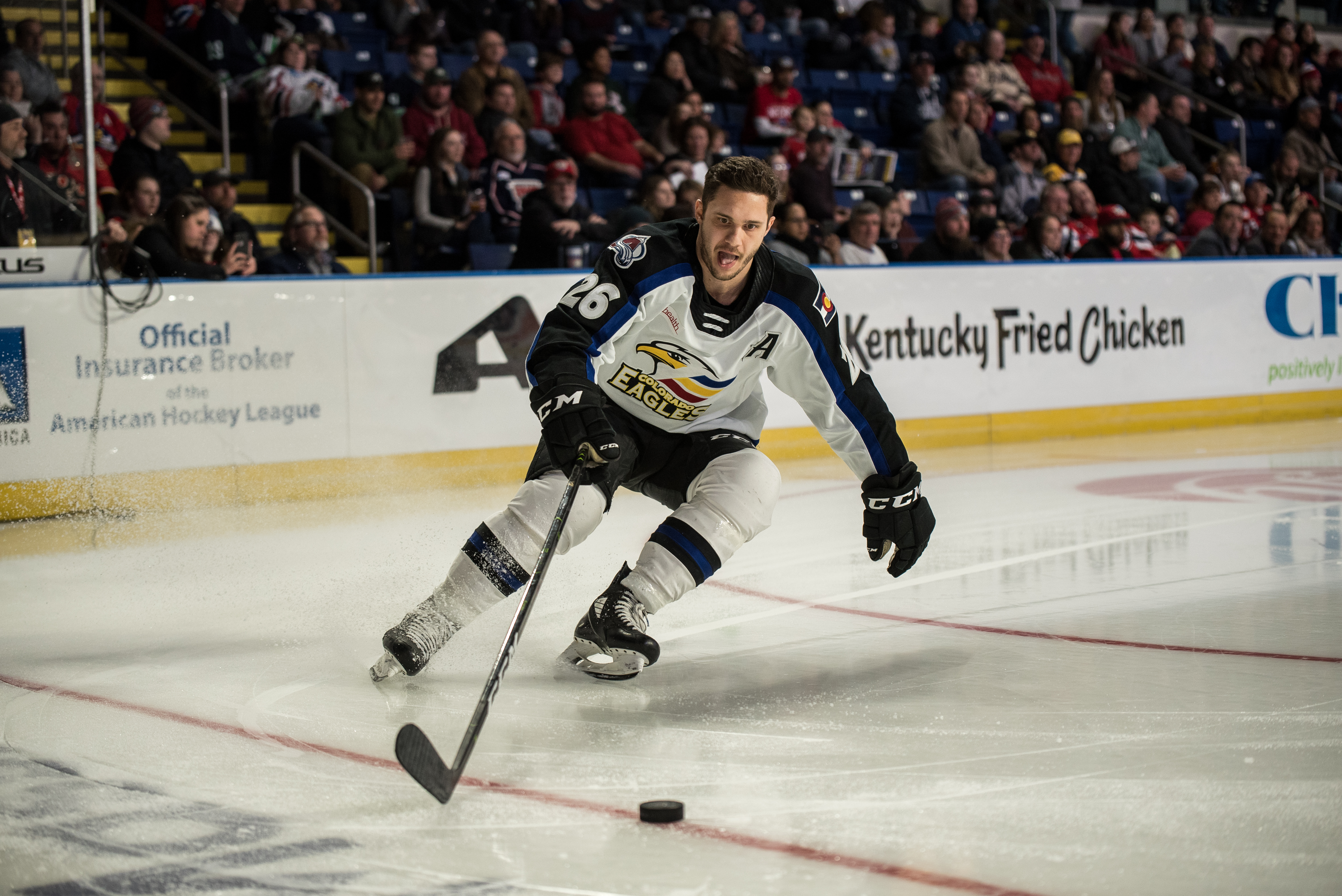
Эндрю Агоццино на Матче всех звёзд АХЛ 2019.

### CHL
Президентский кубок Рэя Мирона 
Чемпион плей-офф
- 🏆 Обладатель (2): 2005, 2007
- Финалист (3): 2008, 2009, 2011

Победитель конференции
- 🏆 Обладатель (5): 2005, 2007, 2008, 2009, 2011

Губернаторский кубок Бада Пойла 
Чемпион регулярного чемпионата
- 🏆 Обладатель (3): 2004/05, 2005/06, 2008/09

Победитель дивизиона
- 🏆 Обладатель (6): 2004, 2005, 2006, 2007, 2008, 2009

### ECHL
Кубок Кубок Келли 
Чемпион плей-офф
- 🏆 Обладатель (2): 2017, 2018

Победитель конференции
- 🏆 Обладатель (2): 2017, 2018

Победитель дивизиона
- 🏆 Обладатель (2): 2016, 2018